# Annona aurantiaca
Annona aurantiaca é uma espécie de planta da família Annonaceae. É originária do Brasil  . O botânico brasileiro João Barbosa Rodrigues, o primeiro a descrever a espécie, nomeou-a de acordo com a cor laranja (aurantiacus em latim) de suas pétalas .

## Descrição
É uma árvore lenhosa perene, semelhante a um arbusto, medindo de 1a 5 metros de altura. Seus caules são eretos e cobertos por pequenos pelos chamados tricomas . Suas folhas oblongas, coriáceas e verde-azuladas não possuem pecíolos distintos e são rombas ou entalhadas nas pontas. As folhas medem de 3 a 15 centtímetros de comprimento por de 2 a 7 centímetros de largura. Suas flores são solitárias em pedúnculos de 3 centímetros de comprimento. As pétalas externas das flores são laranja. Seus frutos são bagas de amarelo dourado a laranja com polpa branca e sementes pretas . As cascas dos frutos são roxas médias a escuras com uma superfície externa irregular e áspera. As folhas são verdes, simples e fixas aos pecíolos. A folha única tem formato oval, margem lisa e ponta da lâmina arredondada. As folhas são fixadas alternadamente ao longo do caule da planta. Isso é chamado de arranjo alternativo porque as hastes crescem em um padrão escalonado em alturas diferentes umas das outras. As nervuras das lâminas das folhas são pinadas. Possui uma única veia primária e veias secundárias que se ramificam da veia mediana  .

## Biologia reprodutiva
O pólen de Annona aurantiaca é liberado na forma de tétrades permanentes. Suas flores abrem durante um período de duas noites, sendo uma fase feminina na primeira noite e uma fase masculina na segunda noite. É polinizada pelo besouro Cyclocephala atricapilla  .

## Usos
A polpa da fruta é considerada comestível e pode ser armazenada fora da geladeira. Embora a polpa semelhante a uma baga da fruta seja doce e comestível, a semente é tóxica  .

## Distribuição e habitat
Annona aurantiaca é nativa da América do Sul e está amplamente distribuída, especialmente na savana (Cerrado) e na floresta do Brasil. Cresce idealmente em áreas sombreadas  em solos arenosos e argilosos  .
Esta planta é considerada de crescimento rápido e se desenvolve em uma pequena árvore semelhante a um arbusto, atingindo cerca de 4 metros em idade adulta .

## Crescimento e propagação
Em seu clima nativo, o período de cultivo dura o ano todo. As sementes podem germinar entre 25 e 28 graus Celsius e a germinação leva entre 2 e 6 semanas. A propagação pode ser conseguida semeando sementes diretamente ou plantando estacas . Uma temperatura constante de 15 a 20 graus Celsius é necessária para uma semeadura bem-sucedida. Antes da semeadura, pode-se derramar água quente sobre as sementes e deixá-las de molho por 24 a 48 horas para reduzir o tempo de germinação  . Esta planta requer solo sempre úmido para prosperar, mas pode tolerar luz solar total e sombra parcial. Embora exija umidade constante, a semente pode ser plantada em solo para vasos misturado com areia ou perlita para garantir uma boa drenagem. O uso de fertilizantes a longo prazo também é eficaz para facilitar as mudas. Esta planta tende a ser atacada por pragas como os ácaros (Tetranychus urticae), principalmente durante os meses secos e úmidos. Para manter a saúde das plantas durante a hibernação, deve-se manter a temperatura entre 10 e 15 graus Celsius e adicionar água suficiente para que as raízes não sequem completamente  .